# Meizhu (köpinghuvudort i Kina, Zhejiang Sheng, lat 29,48, long 120,80)
Meizhu (kinesiska: 梅渚, 梅渚镇) är en köpinghuvudort i Kina. Den ligger i provinsen Zhejiang, i den östra delen av landet, omkring 110 kilometer sydost om provinshuvudstaden Hangzhou. Antalet invånare är 13 040. Befolkningen består av 6 439 kvinnor och 6 601 män. Barn under 15 år utgör 12,0 %, vuxna 15-64 år 72 %, och äldre över 65 år 15,0 %.
Runt Meizhu är det tätbefolkat, med 343 invånare per kvadratkilometer. Närmaste större samhälle är Ganlin, 9,4 km nordväst om Meizhu. I omgivningarna runt Meizhu växer i huvudsak blandskog.
Genomsnittlig årsnederbörd är 2 209 millimeter. Den regnigaste månaden är juni, med i genomsnitt 377 mm nederbörd, och den torraste är januari, med 70 mm nederbörd.